# Elektorat Trewiru
Elektorat Trewiru (niem. Kurfürstentum Trier, lub Kurtrier), również: Arcybiskupstwo Trewiru (nie mylić z archidiecezją trewirska, pełna nazwa: Erzstift und Kurfürstentum Trier) – był jednym z najważniejszych kościelnych księstw Świętego Cesarstwa Rzymskiego, istniejącym od X w. do początków XIX w. Od 1354 elektorat Rzeszy. Arcybiskup Trewiru tradycyjnie należał do grona elektorów Cesarstwa, był także arcykanclerzem Burgundii (niem. Erzkanzler für Burgund). Zlikwidowany został na mocy pokoju w Lunéville 9 lutego 1801 roku, wedle którego większość terytoriów elektoratu włączono do Cesarstwa Francuskiego. Zniesienie elektoratu usankcjonowała przebudowa Rzeszy z 1803 roku.